# St. Leonhard (Ramerberg)

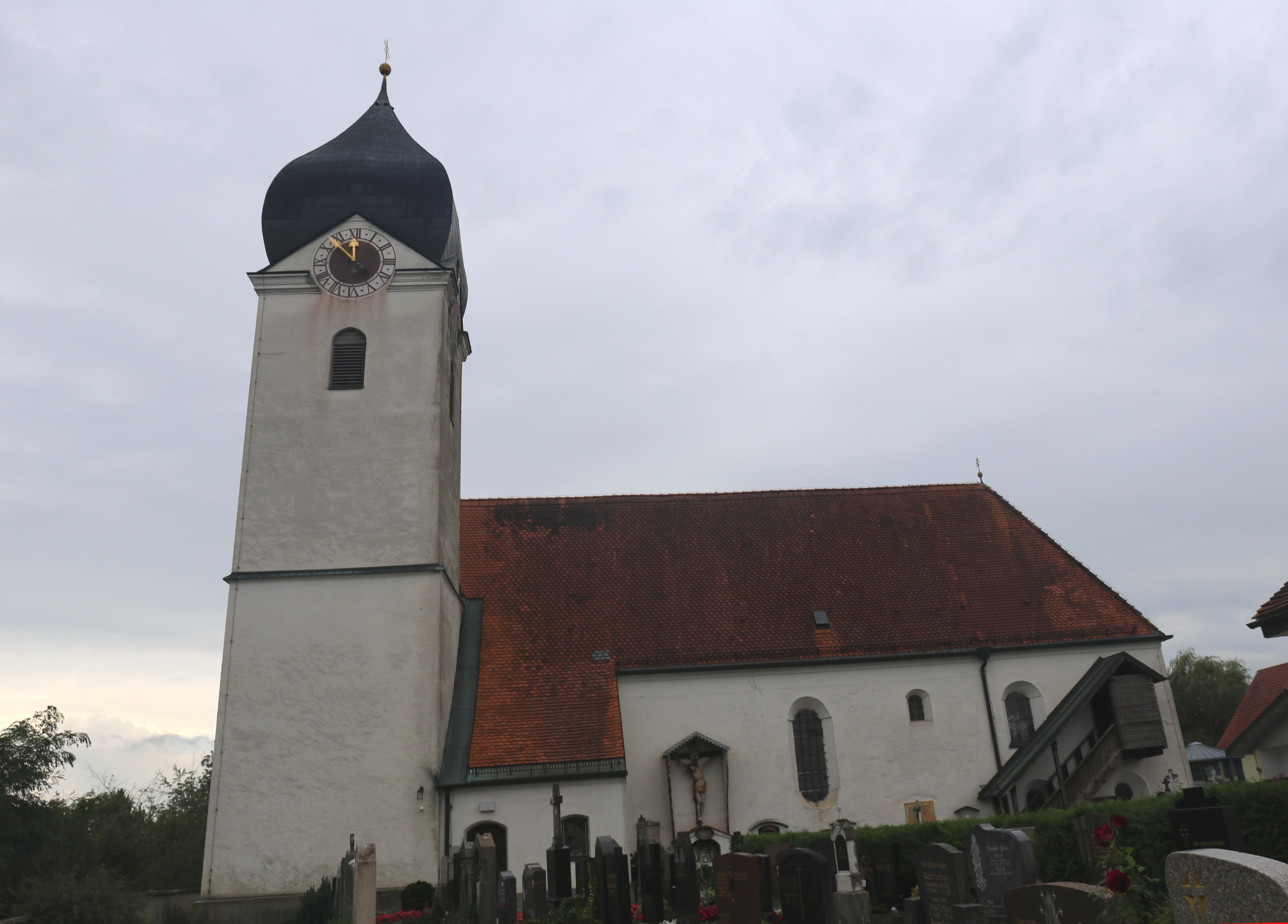
St. Leonhard in Ramerberg

Die römisch-katholische Kuratiekirche St. Leonhard steht in Ramerberg, einer Gemeinde im oberbayerischen Landkreis Rosenheim. Sie ist in der Liste der Baudenkmäler in Ramerberg als Baudenkmal unter der Nr. D-1-87-164-1 eingetragen. Die Kirche gehört zum Dekanat Rosenheim im Erzbistum München und Freising.

## Beschreibung
Die gotische Saalkirche wurde im 15. Jahrhundert erbaut. Sie besteht aus dem unter Verwendung von Teilen des romanischen Vorgängerbaus errichtet und 1937 nach Westen erweiterten Langhaus, dem dreiseitig geschlossenen, spätgotischen Chor im Osten und dem Chorflankenturm an der Nordwand des Chors, in dessen Erdgeschoss sich die mit einem Kreuzrippengewölbe überspannte Sakristei befindet. Das oberste Geschoss des Chorflankenturms enthält den Glockenstuhl, in dem vier Glocken mit der Tonfolge dis', fis', gis' und h' hängen. Über den Giebeln, an denen die Zifferblätter der Turmuhr angebracht sind, erhebt sich eine Zwiebelhaube.
Der Innenraum des Langhauses ist mit einem Stichkappengewölbe bedeckt. Zur Kirchenausstattung gehört ein um 1680 gebauter Hochaltar, der von den Skulpturen des Leonhard von Limoges und des Nikolaus von Myra umgeben ist. Im Altarauszug ist die Heilige Dreifaltigkeit dargestellt.
Die Orgel mit sieben Registern auf einem Manual und Pedal wurde 1905 von Franz Borgias Maerz erbaut.